# Camaricus hastifer
Camaricus hastifer es una especie de araña cangrejo del género Camaricus, familia Thomisidae. Fue descrita científicamente por Percheron en 1833.

## Hábitat
Al igual que muchas otras especies de arañas cangrejo, Camaricus hastifer habita en cultivos, donde actúa como agente de control biológico en diversidad de plagas detectadas en agroecosistemas.

## Tratamiento taxonómico
La especie aparece registrada y publicada en Description de l’Epeira hastifera. Magasin de Zoologie 3(8): 1–2, pl. 4.